# Windows Mobile デバイス センター
Windows Mobile デバイス センター (Windows Mobile Device Center)は、 マイクロソフトによって開発されたWindows VistaとWindows 7向けの同期ソフトウェアプログラムであり、 Microsoft ActiveSyncの後継。これは、音楽、動画、連絡先、予定表、 ブラウザーのお気に入り、ファイルなどの様々なコンテンツをWindows MobileデバイスとMicrosoft Windowsオペレーティングシステムの間で同期する。

## 歴史
Windows Mobile デバイス センターは、Windows XP以前を搭載のパソコンとWindows CEベースの携帯機器を同期するためのMicrosoft ActiveSyncプログラムの後継として投入された。最初の公開リリースは、Windows Vista RC1でのベータ版として2006年10月に利用可能になった。 2007年2月に最初の公式リリースがダウンロード可能になり 、2007年6月にバージョン6.1に更新され、 携帯機器側はWindows Mobile 6で動作するようになった。 Windows Mobile デバイス センターのリリースに伴い、Pocket PC 2000およびPocket PC 2002搭載の携帯機器は、Windows Vista搭載パソコンでのサポートは事実上段階的に廃止された。 ただし、バージョン6.1リリースでは、これらの携帯機器でも基本的な接続が利用できるようになった。
マイクロソフトからの正式な対応のアナウンスはないが、Windows Server 2008、Windows Server 2008 R2、Windows 8.x、Windows 10などの他のバージョンのWindowsでも、Windows Mobile デバイス センターを利用することができる。 

## 特徴
Windows Vistaには、WindowsエクスプローラでWindows Mobile携帯機器と接続するための基本的なドライバーが組み込まれているが、 Windows Mobile デバイス センターは、ユーザーが複数のWindowsアプリケーションにデータを統合するためのフロントエンドを提供する。
Windows Vistaの基本ドライバーを使用すると、デバイスの参照、ファイルのコピー、およびWindows Media Playerとの同期を行うことができるが、仕事、予定表、連絡先、電子メールなどをMicrosoft Office Outlookと同期するなどの完全な機能を使用するには、Windows Mobile デバイス センターをダウンロードする必要がある。これには、追加のドライバーも含まれている。ただし、Windowsメール、 Windowsカレンダー、 アドレス帳、 Outlook Express、Outlook 2010 x64、Outlook 2003より前のOutlookとの同期はサポートされていない。 Windows Mobile携帯機器が接続されると、メッセージがポップアップ表示され、デバイス上のメディアやその他のファイルを管理したり、それらの設定を制御したりするためのオプションが表示される。
Windows Mobile携帯機器とWindows Mobile デバイス センターとの接続方法は、Bluetooth、USB接続、COMポート（シリアル接続）IrDA（赤外線）接続もサポートする。ただし、COMポートを介した同期は既定ではアクティブ化されていないため、ユーザーがWindowsレジストリを変更する必要がある。 
Visual Studio 2005および2008には、繋がれた携帯機器のレジストリを編集したり、実行中のプロセスを表示するリモートツールが付属しているが、これらのツールはWindows Mobile デバイス センターのActiveSyncサービスを利用していた。
Windows Mobile デバイス センター6.1には、以下を同期する機能がある。
- Microsoft Outlook 2003以降のPIM情報
- Windows フォト ギャラリーの写真
- Windows Media Playerの動画
- Windows Media Playerの音楽
- Microsoft Outlookの仕事と予定表との同期
- Internet Explorerのお気に入り
- Windowsエクスプローラーのフォルダー/一般ファイル
- OneNoteモバイルで作成されたノート
- Windows Mobileプログラム更新

## リリース履歴
- 2006年10月6日 Windows Mobile デバイス センター ベータ3[1]最初の公開リリース
- 2007年2月1日 Windows Mobile デバイス センター 6.0(6.0.6783)[2][9]最初の公式リリース。当初はOutlook 2002もサポート対象だった。
- 2007年6月 Windows Mobile デバイス センター 6.1[10]Windows Mobile 6デバイスのサポートが追加された。Windows 7でも動作するという記載が追加された。Outlook 2002はサポート対象外となった[11]。